# Чемпіонат України з футболу серед жінок 2015: вища ліга
Чемпіонат вищої ліги України з футболу 2015 року серед жінок — 24-й чемпіонат вищої ліги України з футболу, що проводився серед жіночих колективів.

## Учасники
| Команда            | Місто         | Стадіон         | Тренер            | Президент            | Місце у ВЛ 2014 |
| ------------------ | ------------- | --------------- | ----------------- | -------------------- | --------------- |
| «Атекс-СДЮШОР №16» | Київ          | «Дніпровець»    | Алла Гресь        | Алла Гресь           | 7               |
| «Житлобуд-1»       | Харків        | «Олімпієць»     | Ярослав Ланцфер   | Олександр Харченко   |                 |
| «Житлобуд-2»       | Харків        | «Динамо»        | Євген Погорєлов   | Олександр Конюхов    |                 |
| «Іллічівка»        | Маріуполь     | грали на виїзді | Олександр Куценко | Леонід Берко         | 5               |
| «Легенда-ШВСМ»     | Чернігів      | «Текстильник»   | Володимир Кулик   | Володимир Магеррамов |                 |
| «Родина-Ліцей»     | Костопіль     | «Колос»         | Василь Мамчур     | Георгій Лазарчук     | 6               |
| «Тернополянка»     | Тернопіль     | Міський стадіон | Володимир Левчук  | Антон Рекуш          |                 |
| «Ятрань-Базис»     | Уманський р-н | «Уманьферммаш»  | Володимир Пею     | Олександр Дячук      | 4               |

## Турнірна таблиця та результати
| 1 | «Житлобуд-1»       |      | 3:0 | 3:1  | 4:0 | 8:0 | 7:0 | 12:0 | 3:0  | 14 | 12 | 1 | 1  | 69 — 7  | 37 |
| 2 | «Легенда-ШВСМ»     | 2:0  |     | 1:0  | +:- | 9:0 | 3:0 | 4:0  | 10:0 | 14 | 12 | 0 | 2  | 52 — 6  | 36 |
| 3 | «Житлобуд-2»       | 1:1  | 2:1 |      | 6:0 | 4:1 | 4:0 | 6:0  | 7:0  | 14 | 11 | 1 | 2  | 64 — 9  | 34 |
| 4 | «Іллічівка»        | 0:4  | -:+ | 1:8  |     | 4:2 | 2:1 | 2:1  | 4:0  | 14 | 6  | 0 | 8  | 17 — 30 | 18 |
| 5 | «Родина-Ліцей»     | 1:8  | 0:5 | 0:4  | 2:0 |     | 2:2 | 2:0  | 1:0  | 14 | 5  | 1 | 8  | 18 — 48 | 16 |
| 6 | «Ятрань-Базис»     | 1:5  | 0:7 | 1:5  | 1:2 | 4:2 |     | 0:1  | 8:0  | 14 | 4  | 1 | 9  | 21 — 41 | 13 |
| 7 | «Тернополянка»     | 0:3  | 1:5 | 0:3  | 3:0 | 0:2 | 0:1 |      | 5:0  | 14 | 4  | 0 | 10 | 13 — 41 | 12 |
| 8 | «Атекс-СДЮШОР №16» | 1:10 | 0:5 | 0:13 | 0:2 | 0:3 | 1:2 | 1:2  |      | 14 | 0  | 0 | 14 | 3 — 75  | 0  |

## Найкращі бомбардири
| № | Футболіст         | Команда      | Ігри | Голи (пен.) |
| - | ----------------- | ------------ | ---- | ----------- |
| 1 | Вероніка Андрухів | «Житлобуд-2» | 14   | 21 (3)      |
| 2 | Яна Калініна      | «Житлобуд-2» | 14   | 15 (1)      |
| 3 | Ганна Мозольська  | «Житлобуд-1» | 14   | 14          |